# Helene Kenyeri

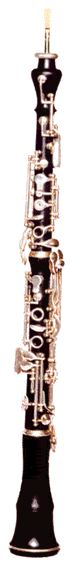
Hautbois viennois

Helene Kenyeri est une hautboïste autrichienne, née le 8 mai 1981, jouant le hautbois viennois spécifique à son pays.

## Biographie
Helene Kenyeri est, à 25 ans, la première femme de l'histoire à avoir été admise, en 2007, parmi les vents de l'orchestre de l'opéra d'État de Vienne. Recrutée au poste de second hautbois jouant le cor anglais, elle avait rejoint ainsi les seules quatre autres femmes de l'orchestre : une harpiste, une violoniste, une altiste et une violoncelliste.
Il s'agit, tous pays confondus, d'une situation exceptionnelle : jamais jusqu'alors une femme n'avait été engagée dans la section des vents d'un orchestre symphonique professionnel avant que les pupitres des cordes ne comptent au moins dix ou douze femmes. La situation est doublement exceptionnelle : elle fut admise au pupitre de hautbois qui donne sa couleur si particulière à la formation autrichienne alors que l'orchestre viennois ne tolérait dans ses rangs ni les femmes, ni les personnes de couleur jusqu'en 1997.
Considérée comme un symbole de l'ouverture de ce bastion de tradition masculine, Helene Kenyeri aurait dû avoir la possibilité, à l'issue des trois années probatoires imposées comme à ses collègues hommes, de solliciter son admission en qualité de membre à part entière de l'association musicale Wiener Musikverein du prestigieux Orchestre philharmonique de Vienne dont les musiciens sont recrutés parmi ceux de l'opéra. Son licenciement en mars 2008, suscitant scandale dans la presse et division de l'orchestre, ne lui a pas laissé l'occasion de jouer « hors statut » la fameuse Marche de Radetzky du Concert du nouvel an à Vienne, qu'un hautboïste japonais n'avait pas non plus été autorisé à interpréter parce que sa « physionomie » était incompatible avec le caractère « autrichien » de l'œuvre.
Hélène Kenyeri a étudié le hautbois auprès de Gerhard Turetschek, professeur à l'Université de musique et d'art dramatique de Graz (de) et au Conservatoire de Vienne dans la classe de Harald Hörth.
De nombreuses distinctions témoignent de son talent comme concertiste ou chambriste. Elle est notamment lauréate des :
- Concours fédéral Prima la Musica 2000 : 1er et 2e prix (musique de chambre) ;
- Concours Anton Bruckner 2003 : 1er prix (jury du Wiener Symphoniker) ;
- Concours Wunderer 2005 : 2e prix (jury de l'union des hautboïstes de Vienne) ;
- Concours Musica Juventutis 2006 : 1er prix (musique de chambre).

## Sources et références
1. ↑  Voir dans la note du 21 décembre 2006 le paragraphe « And finally (…) » (en)
2. ↑  « Analyse du statut des femmes et des personnes de couleur à l'orchestre de l'Opéra d'Etat de Vienne/Philharmonique de Vienne » sur le site du musicologue William Osborne (en)
3. ↑  « Helene Kenyeri fired by the Vienna State Opera »
4. ↑  Christian Merlin, Le Philharmonique de Vienne, p. 502
5. ↑  « Why did the Vienna Philharmonic fire Yasuto Sugiyama ? » (en)
6. ↑  Gerhard Turetschek (de)
7. ↑  Harald Hörth (de)